# Muze
Muze – rzeka we Francji, przepływająca przez teren departamentu Aveyron, o długości 29,3 km. Stanowi dopływ rzeki Tarn.